# توم دوهرتي
توم دوهرتي (بالإنجليزية: Tom Doherty)‏ هو ناشر أمريكي، ولد في 23 أبريل 1936.